# Сарі-Чашма (Восейський район)
Сарі́-Чашма́ (тадж. Сари чашма) — село у складі Хатлонської області Таджикистану. Входить до складу джамоату імені Худойора Раджабова Восейського району.
Назва села означає «початок джерела». Колишня назва — Рахманберди.
Населення — 2178 осіб (2010; 2062 в 2009).